# 2012-es labdarúgó-Európa-bajnokság (selejtező – F csoport)
A 2012-es labdarúgó-Európa-bajnokság selejtezőjének F csoportjának mérkőzéseit tartalmazó lapja. A csoport sorsolását 2010. február 7-én tartották Lengyelország fővárosában, Varsóban. A csoportban körmérkőzéses, oda-visszavágós rendszerben játszottak egymással a labdarúgó-válogatottak.
A csoportban hat válogatott, Horvátország, Görögország, Izrael, Lettország, Grúzia és Málta szerepelt. A csoportelső Görögország automatikus résztvevője lett a 2012-es labdarúgó-Európa-bajnokságnak. A csoport második helyezettje, Horvátország pótselejtezőt játszik.

## Tabella
| Hely. | Csapat       | M  | Gy | D | V | G+ | G– | Gk  | P  | Továbbjutás                           |     | Görögország | Horvátország | Izrael | Lettország | Grúzia | Málta |
| ----- | ------------ | -- | -- | - | - | -- | -- | --- | -- | ------------------------------------- | --- | ----------- | ------------ | ------ | ---------- | ------ | ----- |
| 1.    | Görögország  | 10 | 7  | 3 | 0 | 14 | 5  | +9  | 24 | Kijutott a 2012-es Európa-bajnokságra |     | —           | 2–0          | 2–1    | 1–0        | 1–1    | 3–1   |
| 2.    | Horvátország | 10 | 7  | 1 | 2 | 18 | 7  | +11 | 22 | Pótselejtezőbe került                 |     | 0–0         | —            | 3–1    | 2–0        | 2–1    | 3–0   |
| 3.    | Izrael       | 10 | 5  | 1 | 4 | 13 | 11 | +2  | 16 |                                       |     | 0–1         | 1–2          | —      | 2–1        | 1–0    | 3–1   |
| 4.    | Lettország   | 10 | 3  | 2 | 5 | 9  | 12 | −3  | 11 |                                       | 1–1 | 0–3         | 1–2          | —      | 1–1        | 2–0    |       |
| 5.    | Grúzia       | 10 | 2  | 4 | 4 | 7  | 9  | −2  | 10 |                                       | 1–2 | 1–0         | 0–0          | 0–1    | —          | 1–0    |       |
| 6.    | Málta        | 10 | 0  | 1 | 9 | 4  | 21 | −17 | 1  |                                       | 0–1 | 1–3         | 0–2          | 0–2    | 1–1        | —      |       |

## Mérkőzések
Az UEFA versenyszabályzatának 11.04 pontja szerint a csoportban szereplő országok labdarúgó-szövetségeinek a sorsolást követően 30 napjuk volt arra, hogy az egyes mérkőzések időpontjairól megegyezzenek. Mivel a szövetségek nem tudtak megegyezni, ezért a mérkőzések dátumait az UEFA határozta meg 2010. március 25-én, Izraelben, a Tel-Avivi kongresszusán.
| 2010. szeptember 2. 21:15 (UTC+3) |

| Izrael                        | 3–1               | Málta    |
| ----------------------------- | ----------------- | -------- |
| Benajun 7' 64' (11-esből) 75' | (1–1) Jegyzőkönyv | Pace 38' |

| Ramat Gan Stadion, Ramat Gan Nézőszám: 17 000 Játékvezető: Saïd Ennjimi (francia) |

| 2010. szeptember 3. 21:45 (UTC+3) |

| Görögország      | 1–1               | Grúzia     |
| ---------------- | ----------------- | ---------- |
| Szpirópulosz 72' | (0–1) Jegyzőkönyv | Iasvili 3' |

| Karaiszkákisz Stadion, Pireusz Nézőszám: 5000 Játékvezető: Carlos Clos Gómez (spanyol) |

| 2010. szeptember 3. 21:00 (UTC+3) |

| Lettország | 0–3               | Horvátország                 |
| ---------- | ----------------- | ---------------------------- |
|            | (0–1) Jegyzőkönyv | Petrić 43' Olić 51' Srna 82' |

| Skonto stadion, Riga Nézőszám: 8000 Játékvezető: Björn Kuipers (holland) |

| 2010. szeptember 7. 21:00 (UTC+4) |

| Grúzia | 0–0         | Izrael |
| ------ | ----------- | ------ |
|        | Jegyzőkönyv |        |

| Borisz Paicsadze Stadion, Tbiliszi Nézőszám: 3000 Játékvezető: Sascha Kever (svájci) |

| 2010. szeptember 7. 19:30 (UTC+2) |

| Málta | 0–2               | Lettország                  |
| ----- | ----------------- | --------------------------- |
|       | (0–1) Jegyzőkönyv | Gorkšs 42' Verpakovskis 85' |

| Nemzeti Stadion, Ta’ Qali Nézőszám: 6000 Játékvezető: Tony Asumaa (finn) |

| 2010. szeptember 7. 20:30 (UTC+2) |

| Horvátország | 0–0         | Görögország |
| ------------ | ----------- | ----------- |
|              | Jegyzőkönyv |             |

| Maksimir Stadion, Zágráb Nézőszám: 33 000 Játékvezető: Claus Bo Larsen (dán) |

| 2010. október 8. 21:00 (UTC+4) |

| Grúzia         | 1–0               | Málta |
| -------------- | ----------------- | ----- |
| Sziradze 90+1' | (0–0) Jegyzőkönyv |       |

| Borisz Paicsadze Stadion, Tbiliszi Nézőszám: 50 000 Játékvezető: Alan Black (ír) |

| 2010. október 8. 21:45 (UTC+3) |

| Görögország     | 1–0               | Lettország |
| --------------- | ----------------- | ---------- |
| Toroszídisz 58' | (0–0) Jegyzőkönyv |            |

| Karaiszkákisz Stadion, Pireusz Nézőszám: 13 520 Játékvezető: Antonio Damato (olasz) |

| 2010. október 9. 20:30 (UTC+3) |

| Izrael     | 1–2               | Horvátország                |
| ---------- | ----------------- | --------------------------- |
| Sekter 81' | (0–2) Jegyzőkönyv | Kranjčar 36' (11-esből) 41' |

| Ramat Gan Stadion, Ramat Gan Nézőszám: 30 000 Játékvezető: Wolfgang Stark (német) |

| 2010. október 12. 20:00 (UTC+3) |

| Lettország  | 1–1               | Grúzia       |
| ----------- | ----------------- | ------------ |
| Cauņa 90+1' | (0–0) Jegyzőkönyv | Sziradze 74' |

| Skonto stadion, Riga Nézőszám: 4330 Játékvezető: Manuel de Sousa (portugál) |

| 2010. október 12. 21:45 (UTC+3) |

| Görögország                                  | 2–1               | Izrael                   |
| -------------------------------------------- | ----------------- | ------------------------ |
| Szalpingídisz 22' Karangúnisz 63' (11-esből) | (1–0) Jegyzőkönyv | Szpirópulosz 59' (öngól) |

| Karaiszkákisz Stadion, Pireusz Nézőszám: 16 935 Játékvezető: Martin Hansson (svéd) |

| 2010. november 17. 17:30 (UTC+1) |

| Horvátország                 | 3–0               | Málta |
| ---------------------------- | ----------------- | ----- |
| Kranjčar 19' 42' Kalinić 81' | (1–0) Jegyzőkönyv |       |

| Makszimir Stadion, Zágráb Nézőszám: 9000 Játékvezető: Duarte Gomes (portugál) |

| 2011. március 26. 21:00 (UTC+4) |

| Grúzia         | 1–0               | Horvátország |
| -------------- | ----------------- | ------------ |
| Kobiasvili 90' | (0–0) Jegyzőkönyv |              |

| Borisz Paicsadze Stadion, Tbiliszi Nézőszám: 63 000 Játékvezető: Paolo Tagliavento (olasz) |

| 2011. március 26. 21:00 (UTC+2) |

| Izrael              | 2–1               | Lettország |
| ------------------- | ----------------- | ---------- |
| Barda 16' Kajal 81' | (1–0) Jegyzőkönyv | Gorkšs 62' |

| Bloomfield Stadion, Tel-Aviv Nézőszám: 8 000 Játékvezető: Milorad Mažić (szerb) |

| 2011. március 26. 20:30 (UTC+1) |

| Málta | 0–1               | Görögország       |
| ----- | ----------------- | ----------------- |
|       | (0–0) Jegyzőkönyv | Toroszídisz 90+4' |

| Nemzeti Stadion, Ta’ Qali Nézőszám: 11 000 Játékvezető: Michael Weiner (német) |

| 2011. március 29. 21:05 (UTC+2) |

| Izrael       | 1–0               | Grúzia |
| ------------ | ----------------- | ------ |
| Ben Haim 59' | (0–0) Jegyzőkönyv |        |

| Bloomfield Stadion, Tel-Aviv Nézőszám: 13 500 Játékvezető: Fredy Fautrel (francia) |

| 2011. június 3. 20:00 (UTC+2) |

| Horvátország              | 2–1               | Grúzia      |
| ------------------------- | ----------------- | ----------- |
| Mandžukić 76' Kalinić 78' | (0–1) Jegyzőkönyv | Kankava 17' |

| Gradski stadion u Poljudu, Split Nézőszám: 35 000 Játékvezető: Stefan Johannesson (svéd) |

| 2011. június 4. 19:30 (UTC+3) |

| Lettország           | 1–2               | Izrael                                      |
| -------------------- | ----------------- | ------------------------------------------- |
| Cauņa 62' (11-esből) | (0–2) Jegyzőkönyv | Benajun 19' Tal Ben Haim Sr. 43' (11-esből) |

| Skonto stadion, Riga Nézőszám: 6147 Játékvezető: Alan Kelly (ír) |

| 2011. június 4. 21:30 (UTC+3) |

| Görögország                          | 3–1               | Málta      |
| ------------------------------------ | ----------------- | ---------- |
| Fetfadzídisz 8' 64' Papadópulosz 26' | (2–0) Jegyzőkönyv | Mifsud 54' |

| Karaiszkákisz Stadion, Pireusz Nézőszám: 14 750 Játékvezető: Pawel Gil (lengyel) |

| 2011. szeptember 2. 16:05 (UTC+3) |

| Izrael | 0–1               | Görögország |
| ------ | ----------------- | ----------- |
|        | (0–0) Jegyzőkönyv | Nínisz 60'  |

| Bloomfield Stadion, Tel-Aviv Játékvezető: Craig Thomson (skót) |

| 2011. szeptember 2. 21:00 (UTC+4) |

| Grúzia | 0–1               | Lettország |
| ------ | ----------------- | ---------- |
|        | (0–0) Jegyzőkönyv | Cauņa 63'  |

| Mikheil Meskhi Stadion, Tbiliszi Játékvezető: Leontios Trattou (ciprusi) |

| 2011. szeptember 2. 19:00 (UTC+2) |

| Málta      | 1–3               | Horvátország                        |
| ---------- | ----------------- | ----------------------------------- |
| Mifsud 38' | (1–2) Jegyzőkönyv | Vukojević 11' Badelj 32' Lovren 68' |

| Nemzeti Stadion, Ta’ Qali Játékvezető: Tony Chapron (francia) |

| 2011. szeptember 6. 20:00 (UTC+2) |

| Horvátország                       | 3–1               | Izrael    |
| ---------------------------------- | ----------------- | --------- |
| Modrić 47' Eduardo 55' Eduardo 57' | (0–1) Jegyzőkönyv | Hemed 44' |

| Maksimir Stadion, Zágráb Játékvezető: Carlos Velasco Carballo (spanyol) |

| 2011. szeptember 6. 20:30 (UTC+2) |

| Málta      | 1–1               | Grúzia      |
| ---------- | ----------------- | ----------- |
| Mifsud 25' | (1–1) Jegyzőkönyv | Kankava 15' |

| Nemzeti Stadion, Ta’ Qali Játékvezető: Pol van Boekel (holland) |

| 2011. szeptember 6. 21:30 (UTC+3) |

| Lettország | 1–1               | Görögország         |
| ---------- | ----------------- | ------------------- |
| Cauņa 19'  | (1–0) Jegyzőkönyv | K. Papadópulosz 84' |

| Skonto stadion, Riga Játékvezető: Stanislav Todorov (bolgár) |

| 2011. október 7. 20:00 (UTC+3) |

| Lettország                | 2–0               | Málta |
| ------------------------- | ----------------- | ----- |
| Višņakovs 33' Rudņevs 83' | (1–0) Jegyzőkönyv |       |

| Skonto stadion, Riga Játékvezető: Richard Trutz (szlovák) |

| 2011. október 7. 21:45 (UTC+3) |

| Görögország              | 2–0               | Horvátország |
| ------------------------ | ----------------- | ------------ |
| Szamarász 71' Gékasz 79' | (0–0) Jegyzőkönyv |              |

| Karaiszkákisz Stadion, Pireusz Játékvezető: Howard Webb (angol) |

| 2011. október 11. 21:00 (UTC+4) |

| Grúzia         | 1–2               | Görögország                  |
| -------------- | ----------------- | ---------------------------- |
| Targamadze 19' | (1–0) Jegyzőkönyv | Fotákisz 79' Harisztéasz 85' |

| Mikheil Meskhi Stadion, Tbiliszi Játékvezető: Daniele Orsato (olasz) |

| 2011. október 11. 19:00 (UTC+2) |

| Málta | 0–2               | Izrael                     |
| ----- | ----------------- | -------------------------- |
|       | (0–1) Jegyzőkönyv | Refaelov 11' Gershon 90+3' |

| Nemzeti Stadion, Ta’ Qali Játékvezető: Bruno Paixão (portugál) |

| 2011. október 11. 19:00 (UTC+2) |

| Horvátország              | 2–0               | Lettország |
| ------------------------- | ----------------- | ---------- |
| Eduardo 66' Mandžukić 72' | (0–0) Jegyzőkönyv |            |

| Stadion Kantrida, Fiume Játékvezető: Antony Gautier (francia) |

## Gólszerzők
| Helyezés | Játékos                 | Ország       | Gólok |
| -------- | ----------------------- | ------------ | ----- |
| 1.       | Niko Kranjčar           | Horvátország | 4     |
| 2.       | Josszi Benajun          | Izrael       | 3     |
| 3.       | David Sziradze          | Grúzia       | 2     |
| 3.       | Vaszílisz Toroszídisz   | Görögország  | 2     |
| 4.       | Levan Kobiasvili        | Grúzia       | 1     |
| 4.       | Nikola Kalinić          | Horvátország | 1     |
| 4.       | Ivica Olić              | Horvátország | 1     |
| 4.       | Mladen Petrić           | Horvátország | 1     |
| 4.       | Darijo Srna             | Horvátország | 1     |
| 4.       | Alekszandre Iasvili     | Grúzia       | 1     |
| 4.       | Jórgosz Karangúnisz     | Görögország  | 1     |
| 4.       | Dimítrisz Szalpingídisz | Görögország  | 1     |
| 4.       | Níkosz Szpirópulosz     | Görögország  | 1     |
| 4.       | Eljaniv Barda           | Izrael       | 1     |
| 4.       | Itaj Sekter             | Izrael       | 1     |
| 4.       | Biram Kajal             | Izrael       | 1     |
| 4.       | Aleksandrs Cauņa        | Lettország   | 1     |
| 4.       | Kaspars Gorkšs          | Lettország   | 1     |
| 4.       | Māris Verpakovskis      | Lettország   | 1     |
| 4.       | Jamie Pace              | Málta        | 1     |

## Nézőszám
| Ország       | Legmagasabb | Legalacsonyabb | Átlagos |
| ------------ | ----------- | -------------- | ------- |
| Horvátország | 33 000      | 33 000         | 33 000  |
| Grúzia       | 45 000      | 45 000         | 45 000  |
| Görögország  | 15 000      | 15 000         | 15 000  |
| Izrael       | 17 365      | 17 365         | 17 365  |
| Lettország   | 7 400       | 7 400          | 7 400   |
| Málta        | 6 000       | 6 000          | 6 000   |

## Külső hivatkozások
- UEFA hivatalos honlapja
- A 2012-es labdarúgó-Európa-bajnokság hivatalos oldala
- A 2012-es labdarúgó-Európa-bajnokság szabályzata